# Wanny Woldstad
Ivanna (Wanny) Margrethe Woldstad, född Ingvardsen 15 januari 1893 på Sommarøy i Tromsø kommun, död 26 oktober 1959 i Sørkjosen, var en norsk fångstman. 
Wanny Woldstad var dotter till Ingvard Martin Olsen (1857–?) och Christine Pauline Edvardsdatter (1859–?) och växte upp i en fiskare- och bondemiljö i Nordnorge. Hon gifte sig 1884 med Othar Jacobsen (1891–1918) och bodde i Kirkenes, Senja och därefter i Tromsø. Ett år efter det att Wanny fött sitt andra barn Bjørvik Jacobsen 1917, dog hennes man i oktober 1918 i spanska sjukan, varefter Wanny Ingvardsen började arbeta först som åldfru på Grand Hotel i Tromsø och sedan som droskchaufför. Hon gifte om sig 1921 med bagarmästaren Martin Woldstad (1861–1939) i Tromsø.
Hon blev sambo med fångstmannen Anders Sæterdal (1894–?) från Nordland och följde med honom hösten 1932 till södra Svalbard. Vintern 1932-1933, samt de fyra påföljande vintrarna, tillbringade hon i Hyttevika vid Hornsund på Svalbard.
Hennes båda söner var med som fångstmän vintrarna 1933-1934 och 1934-1935.
Efter åren på Svalbard hade Anders Sæterdal och Wanny Woldstad en bondgård i Mo i Rana med åtta kor, tre hästar och en stor rävfarm. Efter uppbrott från relationen, sålde hon sin del i gården och var jordbrukare på egen hand med höns och jordgubbsodling, samt som husmor i Lenvik.